# 分塊矩陣
在數學的矩陣理論中，一個分塊矩陣或是分段矩陣就是將矩陣分割出較小的矩形矩陣，這些較小的矩陣就稱為區塊。換個方式來說，就是以較小的矩陣組合成一個矩陣。分塊矩陣的分割原則是以水平線和垂直線進行劃分。分塊矩陣中，位在同一行（列）的每一個子矩陣，都擁有相同的列數（行數）。
通过将大的矩阵通过分块的方式划分，并将每个分块看做另一个矩阵的元素，这样之后再参与运算，通常可以让计算变得清晰甚至得以大幅简化。例如，有的大矩阵可以通过分块变为对角矩阵或者是三角矩阵等特殊形式的矩阵。

## 範例
如下矩陣
{\displaystyle P={\begin{bmatrix}1&1&2&2\\1&1&2&2\\3&3&4&4\\3&3&4&4\end{bmatrix}}}
可以分成四個 2×2 區塊
{\displaystyle P_{11}={\begin{bmatrix}1&1\\1&1\end{bmatrix}},P_{12}={\begin{bmatrix}2&2\\2&2\end{bmatrix}},P_{21}={\begin{bmatrix}3&3\\3&3\end{bmatrix}},P_{22}={\begin{bmatrix}4&4\\4&4\end{bmatrix}}}
分塊後的矩陣可以寫作
{\displaystyle P={\begin{bmatrix}P_{11}&P_{12}\\P_{21}&P_{22}\\\end{bmatrix}}}

## 分块矩阵乘法
一个分块的矩阵乘法可以仅用包含算符的子矩阵来表述。
给定一个{\displaystyle (m\times p)} 矩阵 {\displaystyle \mathbf {A} } 有 {\displaystyle q} 行{\displaystyle s} 列
{\displaystyle \mathbf {A} ={\begin{bmatrix}\mathbf {A} _{11}&\mathbf {A} _{12}&\cdots &\mathbf {A} _{1s}\\\mathbf {A} _{21}&\mathbf {A} _{22}&\cdots &\mathbf {A} _{2s}\\\vdots &\vdots &\ddots &\vdots \\\mathbf {A} _{q1}&\mathbf {A} _{q2}&\cdots &\mathbf {A} _{qs}\end{bmatrix}}}
另外 一个 {\displaystyle (p\times n)} 矩阵 {\displaystyle \mathbf {B} } 有 {\displaystyle s} 行且 {\displaystyle r} 列
{\displaystyle \mathbf {B} ={\begin{bmatrix}\mathbf {B} _{11}&\mathbf {B} _{12}&\cdots &\mathbf {B} _{1r}\\\mathbf {B} _{21}&\mathbf {B} _{22}&\cdots &\mathbf {B} _{2r}\\\vdots &\vdots &\ddots &\vdots \\\mathbf {B} _{s1}&\mathbf {B} _{s2}&\cdots &\mathbf {B} _{sr}\end{bmatrix}},}
矩阵乘积
{\displaystyle \mathbf {C} =\mathbf {A} \mathbf {B} }
可被分成块来计算，矩阵{\displaystyle \mathbf {C} } 是 {\displaystyle (m\times n)} 的矩阵有 {\displaystyle q} 行 {\displaystyle r} 列，你的矩阵 {\displaystyle \mathbf {C} } 中的分割矩阵可以在乘法中被相乘:
{\displaystyle \mathbf {C} _{\alpha \beta }=\sum _{\gamma =1}^{s}\mathbf {A} _{\alpha \gamma }\mathbf {B} _{\gamma \beta }}